# Ayami Muto
Ayami Muto (武藤 彩未, Mutō Ayami, Prefeitura de Ibaraki, 29 de abril de 1996) é uma idol, cantora e modelo japonesa. Ela foi representada pela Amuse, Inc. de 2004 a 2015 e integrou três grupos musicais formados pela empresa: Karen Girl's, Sakura Gakuin e sua primeira subunidade Twinklestars.
Em 2014, ela voltou aos palcos para iniciar carreira solo major, lançando seu álbum de estreia em Abril.

## Biografia
Muto nasceu em um hospital em Ikebukuro, Toshima, Tóquio, em 29 de abril de 1996. Seu pai, Yoshinori Muto, é um treinador de cavalos, e seu irmão mais novo, Miyabi Muto, é um jóquei de cavalos. Juntando-se à agência de talentos Amuse, Inc. em 2004, Muto começou sua carreira como modelo infantil para a revista Kids Style. Em 2008, ela se juntou ao grupo ídolo Karen Girl's, ao lado de Suzuka Nakamoto e Yuika Shima. O trio ficou ativo por um ano. Em 2010, Muto e Nakamoto se juntaram ao grupo ídolo Sakura Gakuin, como um dos membros fundadores e como presidente do conselho estudantil no tema da escola do grupo. Mais tarde naquele ano, Muto ingressou na primeira subunidade Twinklestars do grupo, que atua como um clube de giro de bastões da escola. Em 25 de março de 2012, ela se formou na Sakura Gakuin.
Em abril de 2013, Muto começou um projeto solo, lançando seu primeiro EP de capa dupla, DNA1980, em julho, coincidindo com uma série de shows principais. Em 2014, ela voltou ao palco para iniciar uma carreira solo grande, lançando seu primeiro álbum de estúdio, Eien to Shunkan, em abril. Em 16 de dezembro de 2015, Muto anunciou em seu Twitter e em sua página de perfil em Amuse que ela entraria em hiato. Ela continua a lançar periodicamente cover de músicas em seu canal pessoal no YouTube. Em 25 de outubro de 2018, Muto anunciou no Twitter que voltará a se apresentar ao vivo em 1º de dezembro de 2018.
No final de agosto de 2018, Muto anunciou seu retorno ao Japão após concluir seus estudos e teve seu concerto de retorno "Muto Ayami AcousticLive ~ Hajime no Ippo ~" no Omotesando WALL & WALL em 1º de dezembro. Em 21 de dezembro de 2019, Muto lançou o single digital Amane e abriu um novo site com o novo selo Tsubasa Plus.

## Discografia
- DNA1980 Vol.1 e 2 (2013)
- Eien to Shunkan (2014)
- I-Pop (2015)
- Mirrors (2020)

### Karen Girl's
Álbuns
- Fly To The Future (2009)

Singles
- "Over the Future" (2008)
- "My Wings" (2008)

### Sakura Gakuin
Álbuns
- Sakura Gakuin 2010 Nendo ~message~ (2011)
- Sakura Gakuin 2011 Nendo ~Friends~ (2012)

Singles
- "Yume ni Mukatte / Hello! Ivy" (2010)
- "Friends" (2011)
- "Verishuvi" (2011)
- "Tabidachi no Hi ni" (2012)

### Twinklestars
Singles
- "Dear Mr.Socrates" (2010)
- "Please! Please! Please!" (2011)